# Täufersekte
Als Täufersekten werden Gruppen im antiken Judentum und frühen Christentum bezeichnet, bei denen die Taufe eine besondere Rolle zur Sündenvergebung spielt. 

## Abgrenzung und Charakteristiken
Die intentionale  Sinnhaftigkeit im Ritual grenzt sie von rituellen Waschungen anderer Religionen, insbesondere auch von kontemporären jüdischen Gruppen ab.
In der jüdischen Religion ist das Untertauchen, (hebräisch טְבִילָה tevilah, deutsch ‚Untertauchen‘) in fließendem Wasser oder dem Wasser in einer Mikwe, bei denen die Waschung indirekt vorgenommen wird, mit dem vordergründigen Ziel verbunden, eine rituelle Reinheit zu erreichen. Andererseits unterscheidet sie von der üblichen christlichen Lehrmeinung, dass die Taufe in ihren Augen keinen einmaligen Akt darstellt, sondern wiederholbar ist.
Nicht zu den Täufersekten in diesem Sinne werden daher die Essener gezählt, da die Waschung bzw. das Untertauchen vom zu Reinigenden selbst vorgenommen wird. Gleichwohl stellen sie eine mögliche Vorstufe für die Entwicklung der Taufe dar. Das Neue Testament nennt in Apostelgeschichte 19,1–7 Jünger Johannes des Täufers. Diese stellen eine Täufersekte im beschriebenen Sinne dar. Es ist jedoch umstritten, inwieweit Johannesjünger oder aus diesen direkt hervorgegangene Gruppen über längere Zeit neben dem Christentum existiert haben.
Einige vorchristliche jüdische Täufersekten, wie „Baptisten“ (Justin), „Hemerobaptisten“ und „Masbuthäer“ (Hegesippus) werden nur bei christlichen Häresiographen erwähnt; die Quellenlage ist hier so dürftig, dass lediglich Spekulationen möglich sind. Sieht man davon ab, dass man das gesamte Christentum als jüdische Täufersekte beschreiben könnte, ist antikes Material vor allem über die Elkesaiten erhalten, bei denen jedoch ein starker christlicher Einfluss festzustellen ist, so dass es umstritten ist, inwieweit es sich um eine unabhängig aus dem Judentum hervorgegangene und nur christlich beeinflusste oder genuin christliche Gruppe handelt.

## Bedeutung für weitere religiöse  Strömungen
Von Bedeutung sind die Täufersekten neben der Frage der Wurzel der christlichen Taufe vor allem für die Frage der Entstehung der mandäischen Religion. Zudem hatten die Beschreibungen der antiken christlichen Häresiographen Einfluss auf die Auseinandersetzung mit den Täufern während der Reformationszeit.
Das kurze Untertauchen als religiöses Reinigungs-Ritual (Tevila) ist eine alte jüdische Tradition, an der Johannes der Täufer anknüpfen konnte.

## Begriffsursprung und -Geschichte
Der Begriff der Täufersekte stammt aus der weltlichen, populärwissenschaftlichen sektenkundlichen Literatur des 20. Jahrhunderts. Die moderne wissenschaftlich orientierte sektenkundliche Literatur kommt aufgrund der hochkomplexen Verschiedenartigkeiten von zeitgenössischen weltanschaulichen Gruppen von präzisen Direkt-Begriffen weg und verwendet den Ober-Begriff Sondergemeinschaften, gefolgt von einer genauen Beschreibung einer Gruppe. Zur Beschreibung von historischen Vorgängen werden hier keine neuzeitlichen Begriffe verwendet. In der traditionellen reformiert und lutherisch geprägten Literatur wird der Begriff Täufer häufig verwendet, in der traditionellen, römisch-katholisch geprägten Literatur ist der Begriff Häretiker oder Ketzer häufig. Diese werden für allerlei Gruppen verwendet, die mit der offiziellen römisch-katholischen Lehre nicht übereinstimmen.

## Mandäer und Sabier
Die Mandäer und Sabier (Sabäer), die vorchristliche Wurzeln besitzen dürften, verehren zwar Johannes den Täufer, aber wurden zunehmend dem Christentum entfremdet. Sie gelten im Koran (Sure 2,62) neben den Christen und Juden als erlaubte Gemeinschaft, doch die im südlichen Irak und im angrenzenden Iran noch lebenden Anhänger fühlen sich in ihrer Identität bedroht und ihre Zahl nimmt laufend ab.